# ゴールド・コースト歴史地区 (シカゴ)
ゴールド・コースト歴史地区(Gold Coast Historic District)は、アメリカ合衆国イリノイ州シカゴにある歴史地区 (historic district)。シカゴのニア・ノース・サイド (Near North Side) 地区の一部に位置し、おおむね、North Avenue、Lake Shore Drive、Oak Street、Clark Street に囲まれている。
ゴールド・コースト周辺は、1871年のシカゴ大火の後に開発が進んだ。1882年には、億万長者の実業家ポッター・パーマーが、市街地の南にあるプレイリー・アベニュー (Prairie Avenue) から引っ越してきた。パーマーは、湿地だった一帯を埋め立て、後の Lake Shore Drive を拓き、Henry Ives CobbとCharles Sumner Frostの設計による、42室ある城のような大邸宅パーマー・マンション (Palmer Mansion) を建てた。ポッターに続いて、金持ちのシカゴ市民たちが近隣に移住し始め、この地区はシカゴで最も裕福な地区となった。
1980年代後半には、ゴールド・コーストと、隣接するストリータービル (Streeterville) を合わせた地域は、ニューヨーク市マンハッタンのアッパー・イースト・サイドに次いで、全米で第2位の富裕地区となっていた。現在この一帯には、大邸宅、テラスハウス、高層コンドミニアムなどが混在している。観光の見所としては、20世紀前半までに建てられた建物が並ぶ Astor Street Districtや、ジェームズ・チャーンリー邸 (James Charnley House) などがある。
この地区は、1978年に、アメリカ合衆国国家歴史登録財に加えられた。
厳密には歴史地区の一部に含まれていないが、近隣の East Lake Shore Drive District や、ストリータービルの北部、湖岸に近いマグニフィセント・マイルの一部などは、ゴールド・コーストの一部と見なされることがあり、有名な高層建築 860-880 Lake Shore Drive Apartments もこうした隣接地域にある。市役所の作成した地図では、ゴールド・コーストの範囲を、南側に位置するノースウェスタン大学のシカゴ・キャンパスまで広げて表現している。 
在シカゴ・ポーランド総領事館は、1530 North Lake Shore Drive にある。

## 画像
Gold Coast Gallery
- ゴールド・コーストの夜景 (手前はEast Lake Shore Drive District)
- ゴールド・コースト Dearborn Street の豪華なコンドミニアム
- ゴールド・コースト East Division Street のテラスハウス
- ゴールド・コースト Lake Shore Drive のコーポラティブハウス
- ゴールドコーストは、常にシカゴのスカイラインの一角を占める
- ストリータービルから眺めたゴールド・コースト
- パーマー・マンション (1951年、解体)